# Всероссийский турнир любителей 1912 (Либава)
Всероссийский турнир любителей 1912 — шахматный турнир, проходивший в августе — сентябре в Либаве.
20 участников, в том числе 3 иностранных шахматиста; победителю присваивалось звание маэстро.
Итоги:
- 1. К. Громадка (Чехословакия) — 15 очков;
- 2. Е. Боголюбов — 14½;
- 3. К. Рауш — 14;
- 4—5. П. Лист, И. Рабинович — по 12.
- 6. Бартон — 11½;